# Пођо (Терни)
Пођо је насеље у Италији у округу Терни, региону Умбрија.
Према процени из 2011. у насељу је живело 461 становника. Насеље се налази на надморској висини од 317 м.